# Katolički kulturni centar "Sv. Franjo" Tuzla
Katolički kulturni centar "Sv.Franjo" Tuzla je katolički kulturni centar u Tuzli. Projekt financiraju tuzlanski franjevci. Projekt je izradio arhitekt Juro Pranjić iz Tuzle. Glavni investitor je franjevački samostan sv. Petra i Pavla iz Tuzle kojeg vodi tuzlanski gvardijan fra Zdravko Anđić. 
 Projekt je nastao u sklopu revitalizacije povijesne jezgre grada Tuzle. Blagoslov temelja Kulturnog centra upriličen je u Tuzli 29. lipnja 2011. na blagdan Svetih apostola Petra i Pavla.
Kulturnim centrom franjevci žele dati svoj doprinos obilježavanju obljetnice 800 godina franjevačkog reda. Mjesto na kojem se gradi Centar je na starom crkvištu odnosno mjestu gdje je nekada bila katolička crkva, a koja je pretrpjela velika oštećenja zbog slijeganja terena, zbog kojih je 1987. srušena. Projekt Kulturnog centra «Sv. Franjo vrijedan je oko 1.200.000 KM.Ispitivanje terena na crkvištu već je izvršeno. Novi objekt ne bi trebao imati problema s terenom sklonom slijeganju, od kojeg pati grad Tuzla, jer će objekt biti od od plemenitih materijala, uglavnom od drveta, a ne od teških materijala, tako da bez obzira na to što je riječ o problematičnom terenu, novi će objekt odolijevati tom problemu. Bilo je predviđeno da izgradnja bude gotova do 2009. godine, no zbog imovinsko-pravnih problema i drugih dokumentacijskih zamršenosti izgradnja je zastala.

Kamen temeljac položen je tek 30. lipnja 2011. godine.

Financijsku pomoć dale su Vlada Tuzlanske županije koja je dala 200.000 KM i Vlada Republike Hrvatske koja je dodijelila 250.000 KM, a Milan Bandić najavio je da će i Grad Zagreb pomoći izgradnji Hrvatskog kulturnog centra "na tom valu podrške Vlade, Središnjeg ureda za Hrvate izvan Hrvatske".
Centar je i potvrda identiteta katoličkog puka te je predviđeno da bude istinski dom kako Hrvata tako i različitih hrvatskih kulturnih institucija ovog kraja. Kulturni centar je multifunkcionalne uloge. Nacrtom je predviđeno da ga čine tri dijela. Osnovni dio KC Sv. Franjo je univerzalna multifunkcionalna dvorana koja je prema nacrtima koncipirana otvoreno – transparentno, a pruža raznolike mogućnosti, pa može biti dvorana za predavanja,  književne večeri, nastupe folklora, za glazbene susrete,predstave i slično. Svi su prostori otvoreni, središnji je dodatno otvoren i vanka i spaja dva dijela objekta, a scenografija prostora prilagođava se potrebama. K osnovnom objektu stoji prateći objekt koji mu je funkcionalna potpora, a namijenjen je za prijam i susret s gostima. U njemu je mala dvorana za predavanja, probe tamburaša i u prizemlju za zbor. Na katu je projektiran caffe bar za druženja. Drugi kat ima knjižnicu, dvorane za sastanke i prateće uredi. Između ovih dvaju objekata je veza koju čini aleja franjevaca, biste zaslužnih franjevaca u prirodnom okolišu. Uokvirene su valovitim drvenim podom koji sugerira uzburkanu povijest koja je uvijek izdigla pojedinu duhovnu vertikalu u liku bosanskog franjevca. Preostali dio KC Sv. Franjo je šetalište oko objekta s klupama ispod lipa. Ispred kulturnog centra projektirano je mjesto za križ - raspelo kao spomen na sve franjevce i druge ljude koji su nekadašnji objekt toliko voljeli.

## Vanjske poveznice
- Tuzla – samostan i župa sv. Petra apostola  Arhivirana inačica izvorne stranice od 15. kolovoza 2011. (Wayback Machine)